# 漫遊 (鉄道車両)
- 国鉄キハ40系気動車 (2代) > 漫遊 (鉄道車両)
- 国鉄キハ40系気動車 (2代) > ふるさと (鉄道車両)

漫遊（まんゆう）は、1995年に東日本旅客鉄道（JR東日本）が改造し、所有していた団体臨時列車用の和式気動車で、ジョイフルトレインと呼ばれる車両の一種である。本項では後に同車を名称変更した「ふるさと」についても述べる。

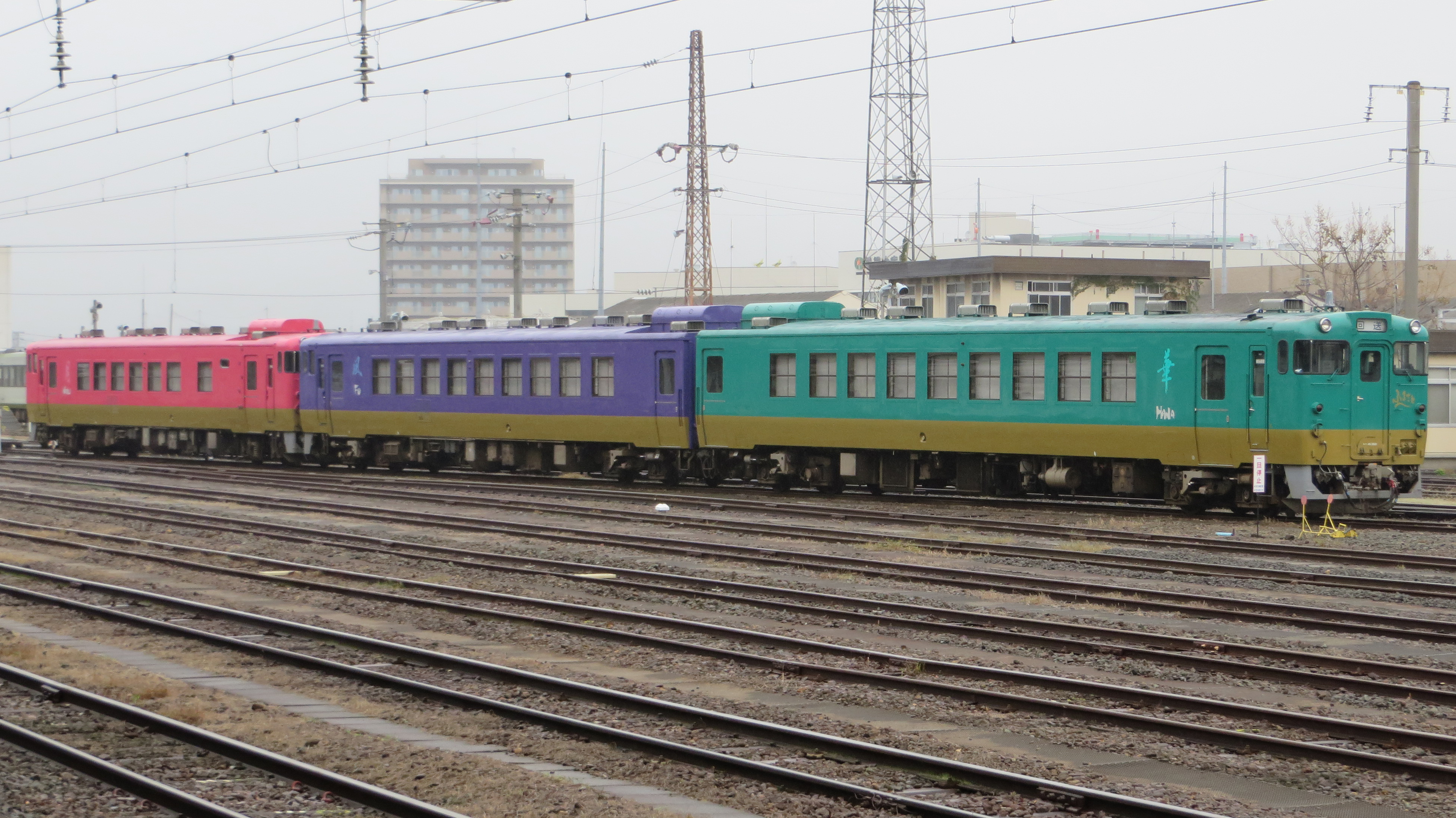
ふるさと

## 概要
JR東日本水戸支社では1991年より洋風電車「リゾートエクスプレスゆう」を所有し団体列車を中心に運用していたが、和式車両の必要性も生じてきたため新たなお座敷列車である「漫遊」を製作した。編成愛称は、『水戸黄門漫遊記』から採られている。
同支社の水郡線など、非電化路線での使用を考慮しキハ40形1両とキハ48形2両の気動車を改造した。キハ40系では初めてグリーン車であるキロ40形とキロ48形が誕生した。

## 車両

### 編成
編成は以下の3両で構成される。「」内は愛称。（）内は旧車号。
- 1号車 キハ48 2501 ← キロ48 1「華-HANA-」（キハ48 534）
- 2号車 キハ48 2502 ← キロ48 2「風-FU-」（キハ48 548）
- 3号車 キハ40 2501 ← キロ40 1「月-GETSU-」（キハ40 2138）

3両固定編成でなく、キロ40 1+キロ48 1やキロ48 1+キロ48 2などの2両編成でも使用された。
| 1号車 キハ48 2501（旧キロ48 1） |  | 2号車 キハ48 2502（旧キロ48 2） |  | 3号車 キハ40 2501（旧キロ40 1） |
| 1号車 キハ48 2501（旧キロ48 1） |  | 2号車 キハ48 2502（旧キロ48 2） |  | 3号車 キハ40 2501（旧キロ40 1） |

## 車内
数奇屋造りの高床総畳敷きで通路は設けられていない。各車装飾が異なり、キロ48 1は金屏風に朱塗りの座卓、キロ48 2は明るい木目調に黒漆の座卓、キロ40 1は桐に黒漆の座卓を備える。各車両にサービス電源用インバータを設け、CDカラオケやビデオデッキを装備。
化粧室はキロ48 2に、便所はキロ48 1とキロ40 1に設置される。

## 車体
基本的に種車であるキハ40形とキハ48形の構体を生かして側窓の一部を埋め込んだほか、台車、機関などはそのままで塗装以外に変更はない。
キロ48 1は深緑に金色、キロ48 2は紫と金色、キロ40 1は朱色に金色のツートンカラー。それぞれ屋根を含む車体上部2/3ほど（ベンチレーターはグレー塗装）を深緑、紫、朱にし、車体下部の1/3ほどを全車金色としている。
窓ガラスは熱線吸収ガラスに交換され、サッシは黒色とした。

## 運用
全車、JR東日本の郡山工場で改造され、キロ48形の2両は1995年2月に、キロ40形は3月に落成し、1995年（平成6年）3月1日から使用が開始された。
落成後は水郡線営業所に配置され、水戸地区を中心に非電化路線の多い東北地方へも運行された。特異な例としては第三セクター鉄道である真岡鐵道や鹿島臨海鉄道大洗鹿島線にも入線した事例がある。

## 現在

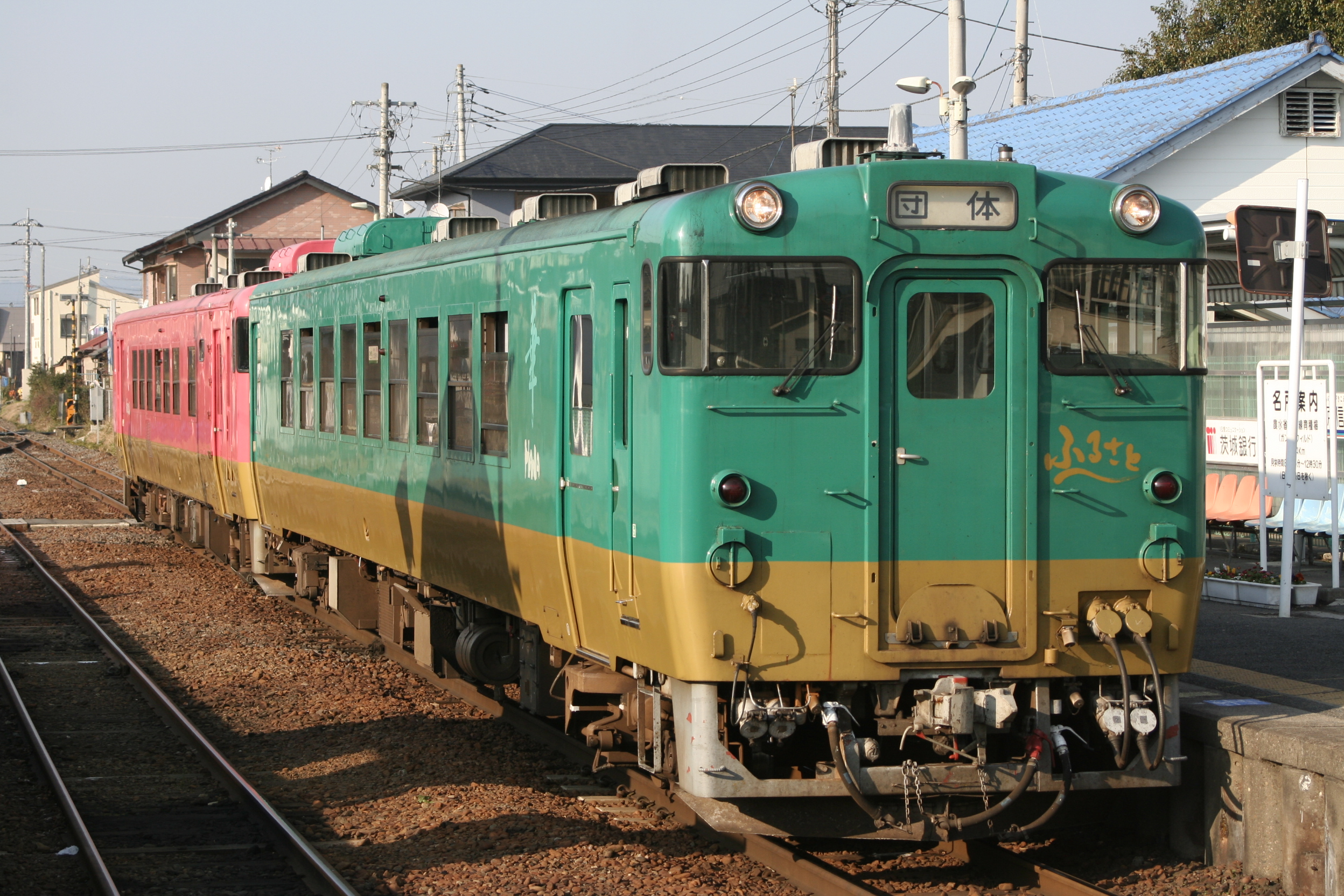
ふるさと キロ40・48形

2000年に仙台支社の小牛田運輸区へと転属し、愛称も「ふるさと」へと変更された。2003年になると普通車へと格下げされキロ48 1がキハ48 2501に、キロ48 2がキハ48 2502に、キロ40 1がキハ40 2501へと改番。この改番に際しての改造などは行なわれていない。
仙台地区を中心に非電化、電化を問わず各路線で使用されており、古巣である水郡線にも姿を見せることもあった。
老朽化のため、2016年8月27日・28日に運転された団体臨時列車「ふるさとラストラン号」を最後に営業運転を終了した。